# Stanmore (metropolitana di Londra)
Stanmore è una stazione della linea Jubilee della metropolitana di Londra.

## Storia

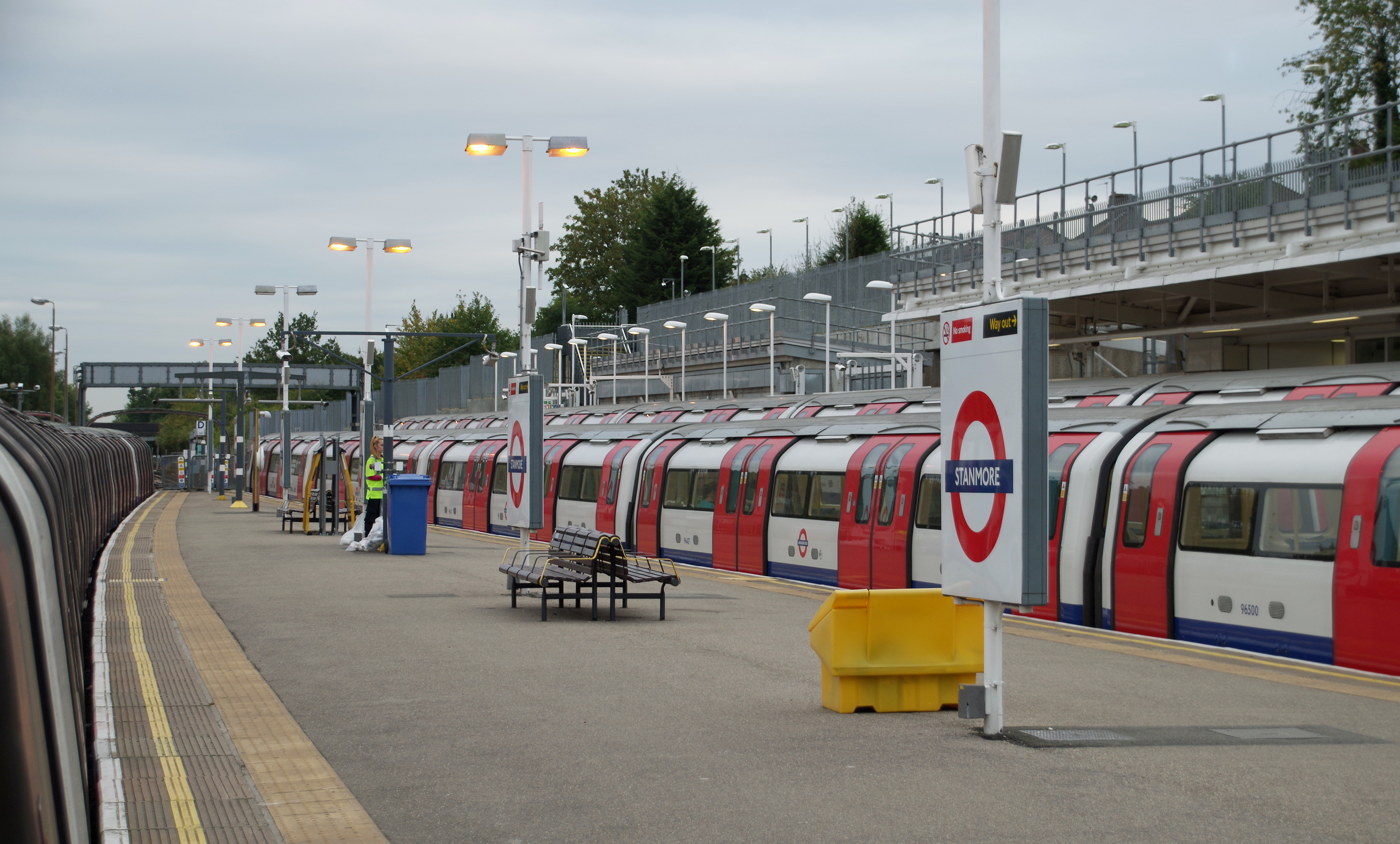
Piattaforma in direzione nord nella stazione della metropolitana di Stanmore

Stanmore fu aperta il 10 dicembre 1932 dalla Metropolitan Railway (MR, oggi la linea Metropolitan) L'edificio della stazione fu progettato dall'architetto della MR, Charles W.Clarke, nello stile usato dalla compagnia dopo la prima guerra mondiale per le sue stazioni suburbane, come per esempio quelle sulla diramazione di Watford.
L'introduzione di treni rapidi e diretti verso il centro di Londra attirò i pendolari verso l'uso della MR ed entrò in concorrenza diretta con la London, Midland and Scottish Railway (LMS) che offriva un collegamento dalla stazione ferroviaria di Stanmore, situata a circa un chilometro di distanza. I treni della LMS, più lenti, collegavano Stanmore su una diramazione secondaria con Harrow & Wealdstone, dove offrivano una connessione con convogli verso Londra. La stazione di Stanmore fu chiusa dalla British Rail nel 1952.
Nel 1934 venne presa in considerazione dal London Passenger Transport Board una proposta alternativa o complementare al cosiddetto Northern Heights Plan, che prevedeva l'estensione verso nord della linea Northern dalla stazione di Edgware. L'alternativa avrebbe richiesto una galleria doppia di circa 2 chilometri per collegare Stanmore con la progettata stazione di Elstree South, consentendo ai treni della linea Metropolitan di raggiungere le ulteriori stazioni di Bushey Heath e Aldenham. Una modifica della proposta del 1936 suggeriva l'estensione della linea da Stanmore fino alla stazione di Elstree della Elstree & Borehamwood railway. Le proposte non furono incluse nei piani definitivi proposti al Parlamento per l'approvazione.
Verso la metà degli anni trenta la linea Metropolitan soffriva di congestione, soprattutto nel tratto meridionale della linea, dove le diverse diramazioni condividevano il collo di bottiglia del tratto fra Baker Street e Finchley Road. Per combattere la congestione venne costruito un tunnel di profondità che collegava direttamente Finchley Road con le piattaforme della linea Bakerloo di Baker Street. Il 20 novembre 1939 tutta la diramazione verso Stanmore e le fermate tra Finchley Road e Wembley Park passarono dalla linea Metropolitan alla Bakerloo.
Il servizio della linea Bakerloo venne rilevato dalla linea Jubilee il 1º maggio 1979.
Nel 2005 la Transport for London iniziò la costruzione di una terza piattaforma nella stazione, completata nel 2009, e che entrò in servizio nel luglio 2011 dopo l'installazione del nuovo sistema di segnalazione su quella parte della linea.

## Interscambi

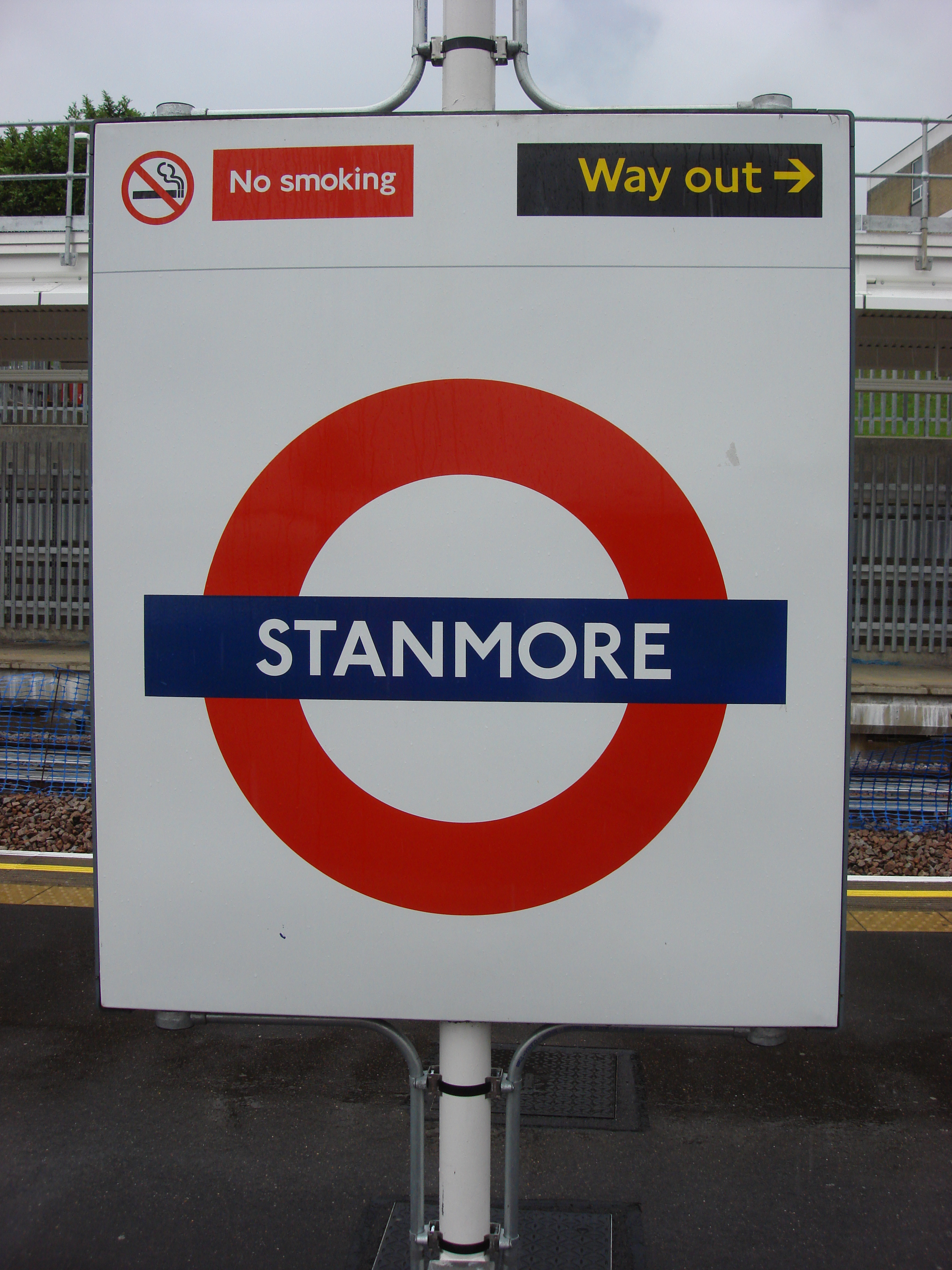
Roundel sulla piattaforma della stazione

Nelle vicinanze della stazione effettuano fermata alcune linee automobilistiche urbane, gestite da London Buses, nonché alcune linee extraurbane della compagnia Uno, che portano a Hatfield, nell'Hertfordshire.
- Fermata autobus